# Jean-Marie Desribes
Jean-Marie Austremoine Desribes, né le 7 novembre 1759 à Saint-Floret (Puy-de-Dôme) et mort le 21 septembre 1833 à Issoire (Puy-de-Dôme), est un homme politique français.
Avocat à Issoire avant la Révolution, il est administrateur du district de 1790 à 1792, puis du département de l'an V à l'an VIII. Nommé sous-préfet d'Issoire après le coup d'État du 18 Brumaire, il est député du Puy-de-Dôme de 1803 à 1815. Il est fait chevalier d'Empire en 1810.

## Sources
- « Jean-Marie Desribes », dans Adolphe Robert et Gaston Cougny, Dictionnaire des parlementaires français, Edgar Bourloton, 1889-1891 [détail de l’édition]